# Cryptochloris
Cryptochloris é um gênero mamífero da família Chrysochloridae.

## Espécies
- Cryptochloris wintoni (Broom, 1907)
- Cryptochloris zyli Shortridge e Carter, 1938